# Nikhil Poojary
Nikhil Chandra Shekhar Poojary (* 3. září 1995) je indický fotbalista, který hraje jako obránce nebo křídlo za Bengaluru a indickou reprezentaci.

## Klubová kariéra
Poojary debutoval v A-týmu East Bengal dne 4. srpna 2016 proti Bhawanipore. Nastoupil jako náhradník v 78. minutě za Jitena Murmua. Poojary vstřelil svůj první gól za klub dne 23. září 2016 proti Bongobi Agragami z Bangladéše.
Dne 19. září 2024 Poojary nastoupil do svého 100. zápasu v Superlize, nejvyšší indické soutěži, stal se celkově 48. hráčem a 38. indickým hráčem, který tohoto počtu zápasů dosáhl.